# Farmacopea

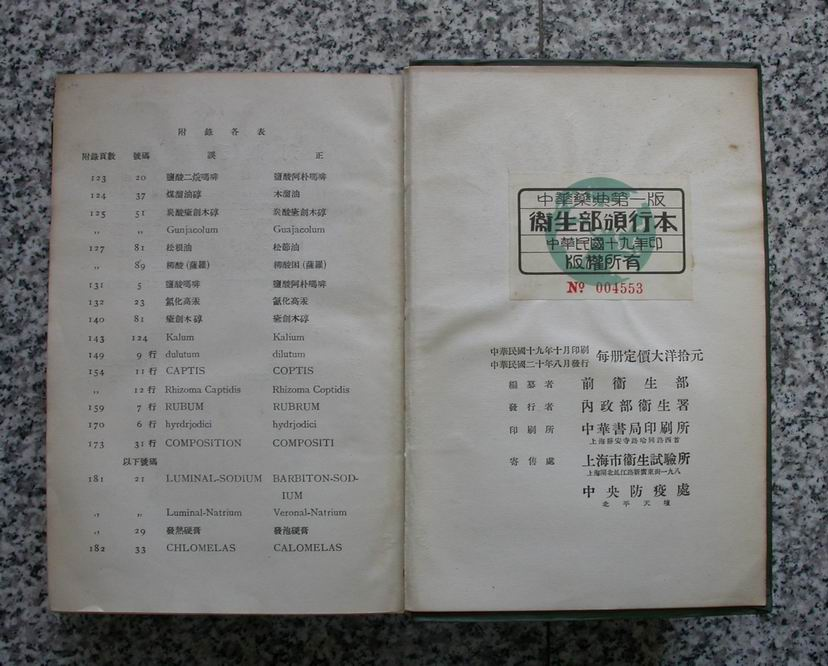
Farmacopea china de 1930.

La farmacopea se refiere a libros recopilatorios de recetas de productos con propiedades medicinales reales o supuestos, en los que se incluyen elementos de su composición y modo de preparación editados desde el Renacimiento, y que más tarde serían de obligada tenencia en los despachos de farmacia.

## Historia
Su origen estaría en tratados como el Papiro Ebers egipcio o el De materia medica del farmacólogo griego Dioscórides, primera obra de interés puramente farmacéutico, y que expone una serie de productos vegetales con propiedades medicinales así como la patología al que se puede aplicar dicho remedio y la parte del vegetal a utilizar. También los Akrabaddin de médicos del Medievo como Mesué y el persa Rahzes se pueden considerar como verdaderos precursores de las farmacopeas, en ellos se incluía también técnicas para detección de adulteraciones y sinonimias de las drogas vegetales, así como un completo manual de gestión de la primitiva "Oficina de Farmacia".
La primera farmacopea impresa del mundo es el llamado Recetario florentino, publicado en Florencia en 1498.

### España
Artículo principal Real Farmacopea Española

La primera fue la Concordia Apothecariorum Barchinonensium elaborada por el Colegio de Boticarios de Barcelona en 1511. Desde la aparición de ésta, cada región, reino o ciudad produciría sus propios recetarios, antidotarios o farmacopeas de forma local: Concordia Aromatariorum Civitatis Cesarauguste (Zaragoza, 1546), Officina Medicamentorum (Valencia, 1601). Únicamente en el siglo XVIII se producirá bajo el reinado de los Borbones la unificación bajo una única farmacopea común a todo el Reino de España.

### México
- El antecedente más antiguo en México es el Codice Badiano el cual es escrito hacia 1522 y  trata sobre las plantas medicinales que usaban los antiguos mexicanos, actualmente se encuentra su original en el IMSS.

- En 1821 fue editado en México, por primera vez, el Formulario Magistral y Memorial Farmacéutico de Garcicourt, dedicado al ilustre alcalde examinador de farmacia Prof. D. Vicente Cervantes, D. Juan Manuel Noriega, ilustre maestro de la Universidad Nacional Autónoma de México, considerada esta obra como la primera Farmacopea Mexicana. pero fue el Prof. D. Leopoldo Río de la Loza, farmacéutico notable, junto con Vargas de la Academia de Farmacia se dedica a preparar la Farmacopea Mexicana que sale a la luz en 1846, coincidiendo con la invasión americana.[3]

- El 26 de septiembre de 1984 se conforma oficialmente la Comisión Permanente de la Farmacopea de los Estados Unidos Mexicanos, que es un cuerpo colegiado (de profesionales expertos), asesor de la Secretaria de Salud (México) cuya principal facultad es participar en la actualización permanente de la farmacopea y sus suplementos.

- Actualmente existe en México la undécima edición de la Farmacopea de los Estados Unidos Mexicanos (2014), también conocida como FEUM, y es el documento oficial que regula la calidad de los medicamentos y otros insumos para la salud en México. Otros documentos que ha incorporado la FEUM son sus suplementos especializados en farmacias (cuarta edición: 2010), herbolaria (2001) y dispositivos médicos, (tercera edición: 2014).[4]

### Argentina
La primera edición de la Farmacopea Argentina data de 1898.